# Pilica (gmina)
Pilica – gmina miejsko-wiejska w Polsce położona w województwie śląskim, w powiecie zawierciańskim. W latach 1975–1998 gmina administracyjnie należała do województwa katowickiego.
Siedziba gminy to Pilica.
Według danych z 30 czerwca 2004 r. gminę zamieszkiwały 9183 osoby.
Za Królestwa Polskiego gmina należała do powiatu olkuskiego w guberni kieleckiej. 13 stycznia 1870 r. do gminy przyłączono pozbawioną praw miejskich Pilicę. W skład gminy weszła także później gmina Złożeniec.

## Struktura powierzchni
Według danych z 2002 r. gmina Pilica ma obszar 138,89 km², w tym:
- użytki rolne: 74%
- użytki leśne: 21%

Gmina stanowi 13,84% powierzchni powiatu.

## Demografia
Dane z 30 czerwca 2004:
| Opis                              | Ogółem | Ogółem | Kobiety | Kobiety | Mężczyźni | Mężczyźni |
| --------------------------------- | ------ | ------ | ------- | ------- | --------- | --------- |
| jednostka                         | osób   | %      | osób    | %       | osób      | %         |
| populacja                         | 9183   | 100    | 4647    | 50,6    | 4536      | 49,4      |
| gęstość zaludnienia (mieszk./km²) | 66,1   | 66,1   | 33,5    | 33,5    | 32,7      | 32,7      |

Piramida wieku mieszkańców gminy Pilica w 2014 r.:

## Sołectwa
Biskupice, Cisowa, Dobra, Dobra-Kolonia, Dobraków, Dzwonowice, Dzwono-Sierbowice, Jasieniec, Kidów, Kleszczowa, Kocikowa, Podleśna, Przychody, Siadcza, Sierbowice, Sławniów, Smoleń, Solca, Szyce, Wierbka, Wierzbica, Zarzecze, Złożeniec.

## Sąsiednie gminy
Klucze, Kroczyce, Ogrodzieniec, Szczekociny, Wolbrom, Żarnowiec

## Transport

### Drogi
Kraków - Skała  - Wolbrom - Smoleń - Pilica - Dzwonowice - Sierbowice - Koniecpol
 Dąbrowa Górnicza - Ogrodzieniec - Biskupice - Pilica
W gminie Pilica znajdują się następujące drogi powiatowe:
- 1723S Wola Kocikowa
- 1725S Giebło - Biskupice (DW790)
- 1726S Giebło
- 1727S Biskupice
- 1764S Wierbka - Cisowa
- 1765S Kocikowa - Pilica
- 1766S Złożeniec
- 1767S Pilica (DW794, DW790) - Sławniów - Kleszczowa
- 1770S Dobraków - Siadcza - Szyce - Sierbowice (DW794)
- 1771S Podleśna - Dobraków - Kleszczowa
- 1772S Wierzbica - Przychody - Kidów - Sierbowice
- 1777S Jasieniec - Solca - Siadcza - Kidów - Dzwonowice[6]